# تفنگچی
به افراد تفنگدار در تشکیلات نظامی صفویان تفنگچی می‌گفتند.

## ورود تفنگ به ایران
در پی ورود تفنگ به ایران ، دستة تفنگچیان در دوره صفوی (ح ۹۰۶ـ ۱۱۳۵) تشکیل شد. نخستین شواهد در باره وجود تفنگچیان به دوره شاه طهماسب اول (۹۳۰ـ ۹۸۴) باز می‌گردد. اما رسته تفنگچیان به مثابه واحد منظم نظامی در دورة شاه عباس اول (۹۹۶ـ ۱۰۳۸) گسترش یافت. به نوشته اروج بیگ و سیوری، در دوره شاه اسماعیل اول (۹۰۶ـ۹۳۰) نیز تفنگچیان وجود داشتند اما این موضوع محل تردید است.

## تشکیل دستهٔ تفنگچیان
در پی ورود اسلحه به ایران در دوران حکومت صفویه دستهٔ تفنگچیان تشکیل شد. اولین نشانه از وجود تفنگچیان به دوران شاه طهماسب اول برمی‌گردد، شواهدی باب بر وجود تفنگچیان در زمان شاه اسماعیل وجود دارد اما مورد تردید است.دستهٔ تفنگچیان در دوران شاه عباس صفوی به صورت واحدهای نظامی منظمی درآمدند.

## تیپ تفنگچی‌ها
در ارتش حکومت صفویه تفنگچی‌ها اولین فوج پیاده‌نظام بودند که در جنگ‌ها شرکت می‌کردند. تفنگچی‌ها هم از پیاده‌نظام و هم از سواره نظام تشکیل شدند. تفنگچی‌ها اکثراً از بین روستاییان انتخاب می‌شدند اما نجیب‌زادگان یعنی قزلباش‌ها وارد آن‌ها نمی‌شدند.فرمانده تفنگچی‌ها را ابتدا مین‌باشی (فرمانده هزار تن) بر عهده داشت اما طبق منابع دیگه یوزباشی (فرمانده صد تن) فرمانده تفنگچی‌ها بود.

## تفنگچی آقاسیگری
منصب «تفنگچی آقاسیگری» (فرماندهی تفنگچیان) اندکی بعد به وجود آمد. اگرچه در منابع دوره صفوی به این منصب اشاره بسیار شده است، تاریخ دقیق شکل گیری آن روشن نیست. به نوشته علی نقی نصیری، منصب تفنگچی آقاسیگری را، که از مناصب معتبر به شمار می‌رفته است، شاه اسماعیل تأسیس کرد و عده ای از سپاهیان را با عنوان «تفنگچیان خاصة شریفه» تعیین کرد و تحت فرمان تفنگچی آقاسی قرار داد. او رئیس کل مین باشیها و یوزباشیها و جارچیان و ریکایان (دسته ای از ملازمان شاهی) و تفنگچیان بود و پرداخت مواجب و ادارة امور تفنگچیان را بر عهده داشت.

## تفنگچیان پیشاپیش سپاه
تفنگچیان موظف بودند به هنگام سوارکاری و در میدانهای جنگ پیشاپیش سپاه شاه حرکت کنند. علی نقی نصیری در وصفِ پوششِ تفنگچیان خاصة شریفه نوشته است : «در میان سپاه از تفنگچیان رنگینتر قشونی نمی‌باشد، خصوصاً وقتی که همه مخمل پوش و کمربندهای نقره پهن در میان بسته، کلاههای نمدیِ پَردار در سر و بیدقهای رنگارنگ به دوراندازها بسته در دوش داشته باشند». آنان در زمره پیاده نظام به شمار می‌رفتند اما گاه جزو سواره نظام نیز بودند. بنا بر شواهد، تعداد تفنگچیان در زمان دیگر شاهان صفوی تغییر می‌کرده است.

## ثبت و ضبط اسامی و مواجب و تعیین مدت خدمت تفنگچیان
ثبت و ضبط اسامی و مواجب و تعیین مدت خدمت تفنگچیان را در این دوره وزیر تفنگچیان برعهده داشت. وی فهرست اسامی تفنگچیان را، پس از تصدیق وزیر دیوان اعلی و تفنگچی آقاسی، امضا و فرمانهای مواجب و سایر امور مالی را مُهر می‌کرد. از دیگر صاحب منصبان اداری در این تشکیلات، مستوفیِ تفنگچیان و چهار محرر تحت فرمان وی بودند. مستوفیِ تفنگچیان ثبت و ضبط مواجب و حقوق دسته تفنگچیان را برعهده داشت.

## تفنگچی‌ها در زمان شاه عباس
در زمان شاه عباس صفوی گروهی جدید از تفنگچی‌ها به وجود آمد که به سبب استفاده از تفنگ جزایر/ جزائر/ جزائری (تفنگی کوتاه با قطر دهانة بزرگ)، به آن‌ها جزایرچی/ جزائرچی یا جزائری انداز می‌گفتند. این دسته از تفنگچی‌ها به خنجر و اسلحهٔ جزائر مجهز بودند و وظیفهٔ نگهبانی از حیاط درونی کاخ عالی‌قاپو را بر عهده داشتند. به نوشته شاردن جزائرچیان تحت فرمان تفنگچی آقاسی بودند اما به گفته سانسون، فرمانده گروه چهارهزار نفری جزائرچیان در دوره شاه سلیمان اول صفوی (۱۰۷۷ـ ۱۱۰۵) توپچی باشی بوده است. البته چون وظیفة اصلی جزائرچیان نگهبانی بوده و بیش‌تر از میان غلامان انتخاب می‌شده اند، می بایست تحت فرمان ایشیک آقاسی بوده باشند. چون جزائرچیان بیش‌تر نگهبان بوده اند، کشیکچی نیز نامیده شده اند.

## وظیفهٔ تفنگچی‌ها
تفنگچی‌ها موظف بودند در هنگام جنگ در پیشاپیش سپاه به عنوان اولین فوج نظامی پیاده‌رو در جنگ شرکت بکنند.